# Rebecca Botwright
Rebecca „Becky“ Botwright (* 22. Januar 1982 in Manchester) ist eine ehemalige englische Squashspielerin.

## Karriere
Im Jahr 2001 gab Rebecca Botwright ihr Debüt auf der WSA World Tour. In ihrer Karriere erreichte sie mit Rang 26 im April 2006 ihre höchste Platzierung in der Weltrangliste. Im Einzel wurde sie 2004 gegen Vicky Hynes Europameister. Sie besiegte Hynes mit 8:10, 2:9, 9:4, 9:4 und 9:5. 2005 spielte sie zum einzigen Mal, nach erfolgreicher Qualifikation, bei einer Weltmeisterschaft mit.
Ihre ältere Schwester Vicky Botwright war ebenfalls professionelle Squashspielerin.

## Erfolge
- Europameister: 2004
- Gewonnene WSA-Titel: 1